# Copiapiet
Het mineraal copiapiet is een sterk gehydrateerd ijzer-sulfaat met de chemische formule Fe2+Fe3+4(SO4)6 (OH)2·20(H2O).

## Eigenschappen
Het doorschijnend (goud)gele tot (geel)groene copiapiet heeft een parelglans, een vaalgele streepkleur en de splijting is perfect volgens het kristalvlak [010]. Het kristalstelsel is triklien. Copiapiet heeft een gemiddelde dichtheid van 2,1, de hardheid is 2,5 en het mineraal is niet radioactief. Copiapiet is natuurlijk magnetisch.

## Naam
Het mineraal copiapiet is genoemd naar de plaats waar het voor het eerst beschreven werd, Copiapo in Chili.

## Voorkomen
Copiapiet wordt gevormd in geoxideerde ijzer-sulfide afzettingen. De typelocatie is Copiapo in Chili. Het mineraal wordt verder gevonden in Saghand, provincie Yadz, Iran en in de Le Cetine mijn, Siena, Toscane, Italië.